# Tetrasarus nanus
Tetrasarus nanus es una especie de escarabajo en la familia Cerambycidae. Chemsak y Hovore describieron la especie en 2002.